# Tisovnice (Polsko)
Tisovnice (polsky Cisownica, německy Zeislowitz) je vesnice v jižním Polsku ve Slezském vojvodství v okrese Těšín v gmině Holešov. Leží na území Těšínského Slezska na úpatí Slezských Beskyd v údolí řeky Radoně. Ke dni 31. 3. 2014 zde žilo 1 717 obyvatel, rozloha obce činí 9,59 km².
Vesnice byla založena na rozhraní 13. a 14. století, první zmínka o ní pochází z listiny vratislavského biskupa Jindřicha z Vrbna z doby kolem roku 1305. Po staletí patřila těšínskému knížectví. V roce 1920 byla rozhodnutím Konference velvyslanců spolu s celým východním Těšínskem připojena k Polsku.
Historickou osobností spjatou s Tisovnicí je Jura Gajdzica (1777–1840), povoláním forman převážející železnou rudu z Horních Uher (Slovenska) do Ustroně nebo sůl z Wieliczky do Uher proslulý jako autor zápisků Dlo pamienci narodu ludzkiego v těšínském nářečí zahrnujících léta 1805 až 1840 a shrnutí dějin Těšínska Nieco z kroniki Cieszenski, které patří k velmi důležitým historickým a jazykovým zdrojům.
Tisovnice se rozkládá v údolí Radoně podél hlavní ulice s názvem Cisowa (Tisová). K několika kopcům, které se nad vesnicí tyčí, patří Zagoj, na jehož jižních svazích byla v roce 1957 na ochranu seskupení čtyřiceti dvě stě let starých tisů červených vyhlášena přírodní rezervace Zadni Gaj. Přírodně cenná je také hora Tuł ležící na hranici Tisovnice a Horní Líštné s rezervací na ochranu vstavačových luk.
V severní části obce bylo v 50. letech 20. století vystavěno sídliště (7 osmibytových dvoupodlažních domů) pro zaměstnance cementárny v Holešově. Podél severní hranice obce prochází okresní silnice z Ustroně přes Holešov do Těšína.